# Idioma luyana
El luyana (o Esiluyana, Louyi, Luyi, Rouyi) es una lengua bantú que se hablan los luyanes de la zona lozi-luyana de la Provincia del Oeste de Zambia y en los países vecinos, Angola, Botsuana y Namibia. Su código ISO 639-3 (ethnologue) es lyn, el código en el glottolog es luya1241 y su código Guthrie es K.31.

## División
Según el ethnologue el luyana es una lengua luyana junto con el mashi, el mbowe, el kwangali, el diriku , el mbukushu y el simaa. Pero Maho (2009) las clasifica como lenguas diferentes; no está claro si estas lenguas son una parte de la rama divergente de las lenguas luyanas o son lenguas kavangos.

## Distribución por país
Según el joshuaproject, en Zambia viven 127.000 luyanes, en Namibia, 30.000, en Botsuana, 8.700 y en Angola 42.000. Según el etnologue hay 190.380 hablantes de luyana en todos los países, aunque sólo indica que se habla en la zona Lozi-Luyana de la Provincia del Oeste de Zambia.

## Etnoligüística
Según el joshuaproject, hay 296.000 hablantes de luyana que tienen al luyana como primera lengua. Los grupos étnicos que hablan esta lengua son: los kwandis (30.000, Zambia), los kwangues (59.000, Zambia) y los luyanes de Botsuana, de Namibia, de Zambia y de Angola.

## Fonológia

### Vocales
Luyana tiene cinco vocales simples: a , e , i , o y u . o casi siempre está abierto y rara vez está cerrado. Siempre que haya dudas entre o y u , se debe utilizar u.
No hay diptongos. Cuando dos vocales se encuentran, se contraen o se omite una.

### Consonantes
El inventario de consonantes de Luyana se muestra a continuación.
|                     | Bilabiales | Dentales | Alveolares | Postalveolares | Palatales | Velares | Labializadas Velares |
| ------------------- | ---------- | -------- | ---------- | -------------- | --------- | ------- | -------------------- |
| Oclusivas           | p b        | t̪ d̪      |            |                |           | k ɡ     |                      |
| Nasales             | m          |          | n          |                | ɲ         | ŋ       |                      |
| Fricativas          |            |          | s          | ʃ              |           |         |                      |
| Aproximantes        |            |          |            |                | j         |         |                      |
| Africadas           |            |          | dz         | dʒ             |           |         |                      |
| Lateral approximant |            |          | l          |                |           |         | w                    |

## Variedades
Según el ethnologue, los dialectos del luyana son el kwandi, el kwanga (Kwangwa), el mbumi (mbume) y el mbowe, que podría ser considerado una lengua separada.

## Estado
El luyana es una lengua educacional (EGIDS 4). Goza de un uso vigoroso, está estandarizada y tiene literatura y se enseña en la enseñanza normativa en Zambia. En ese país se enseña en la educación primaria y secundaria y existe diccionario de la lengua.
El sistema de escritura de la lengua luyana fue desarrollado en 2011 y utiliza el Alfabeto latino.